# Nhà xuất bản Thuận Hóa
Nhà xuất bản Thuận Hóa (Nhà xuất bản Bình Trị Thiên) là một nhà xuất bản ra đời ngày 18 tháng 2 năm 1981 ở Huế, Việt Nam. Đây là cơ quan chính trị, tư tưởng, văn hóa của Đảng bộ Thành phố Huế.
Nhà xuất bản có nhiệm vụ xuất bản các loại sách và xuất bản phẩm cần thiết như: sách chính trị, lịch sử, văn hóa, văn nghệ, kỹ thuật, thiếu nhi, các loại tranh ảnh văn hóa phẩm. Kỷ niệm 36 năm thành lập, Nhà xuất bản Thuận Hóa vinh dự được tặng thưởng Huân chương Lao động Hạng Ba với những bộ sách quý được trình bày.